# Cantonul Seclin-Sud
Cantonul Seclin-Sud este un canton din arondismentul Rijsel, departamentul Nord, regiunea Nord-Pas-de-Calais, Franța.

## Comune
- Allennes-les-Marais
- Annœullin (Ennelin)
- Bauvin
- Camphin-en-Carembault
- Carnin
- Chemy
- Don (Donk)
- Gondecourt
- Herrin
- Provin
- Seclin (Sikelijn) (parțial, reședință)